# Fenylmerkurinitrát
Fenylmerkurinitrát je organická sloučenina rtuti se silnými antiseptickými a antimykotickými účinky.

## Vlastnosti
Fenylmerkurinitrát je hořlavá, těžko vznětlivá, bílá, pevná látka bez zápachu, která je velmi málo rozpustná ve vodě. Fenylmerkurinitrát dráždí oči, kůži a dýchací cesty. Expozice fenylmerkurinitrátu může způsobit bolest v krku, kašel, malátnost a bolesti břicha. Fenylmerkurinitrát může způsobovat alergickou vyrážku.

## Využití
Fenylmerkurinitrát se využívá jako konzervační činidlo. Dříve se používal pro dezinfekci ran, je ale vysoce toxický, zejména pro ledviny. V minulosti se fenylmerkurinitrát také využíval v antikoncepci, kvůli jeho spermicidním vlastnostem.